# Epizoanthus arenaceus
Epizoanthus arenaceus (Delle Chiaje, 1836) è un esacorallo zoantario della famiglia Epizoanthidae.

## Distribuzione e habitat
Questa specie è diffusa nel mar Mediterraneo e lungo le coste atlantiche della penisola iberica, da 5 a 25 m di profondità.